# Damascus (Virginia)
Damascus is een plaats (town) in de Amerikaanse staat Virginia, en valt bestuurlijk gezien onder Washington County.

## Demografie
Bij de volkstelling in 2000 werd het aantal inwoners vastgesteld op 981.
In 2006 is het aantal inwoners door het United States Census Bureau geschat op 1072, een stijging van 91 (9,3%).

## Geografie
Volgens het United States Census Bureau beslaat de plaats een oppervlakte van
2,2 km², geheel bestaande uit land. Damascus ligt op ongeveer 580 m boven zeeniveau.

## Plaatsen in de nabije omgeving
De onderstaande figuur toont nabijgelegen plaatsen in een straal van 24 km rond Damascus.